# CH-53E (航空機)
CH-53E スーパースタリオン
アメリカ海兵隊のCH-53E
- 用途：大型輸送ヘリコプター
- 製造者：シコルスキー・エアクラフト・ディビジョン
- 運用者：
  -  アメリカ合衆国（海兵隊・海軍）
  -  日本（海上自衛隊）
- 初飛行：1974年3月1日
- 生産数：115機
- 運用開始：1981年
- 運用状況：現役
- ユニットコスト：2,436万ドル（1992年）
- 原型機：CH-53 シースタリオン
- 派生型：

  - RH-53D シースタリオン
  - CH-53K キングスタリオン

CH-53Eは、シコルスキー・エアクラフト・ディビジョン社がアメリカ海兵隊の要望によって開発した、重輸送を目的としたヘリコプター。愛称はスーパースタリオン（Super Stallion）、スタリオンは種牡馬の意。社内呼称はS-80E。
CH-53 シースタリオン（S-65）の改良型で、その後継機として作られたヘリコプターである。

## 概要
CH-53 シースタリオンの機体中央部左側に3基目のエンジンを増設した機体である。開発は1971年より開始され、1981年から部隊配備が開始された。
エンジンが増設されるとともに、各エンジンの出力向上も図られている。そのため、ローターのブレード数が6枚から7枚に増え、直径も2m拡大された。テール形状も変更され、テールローターは左側に20度傾けられている。
積載能力は30,000lb（13,610kg）、吊り下げ能力も36,000lb（16,330kg）と大幅に増加し、LAV-25の吊り下げ輸送も可能である。また、空中給油プローブも当初から装備している。
|              | UH-1Y                        | UH-60M                   | MV-22B                    | CH-47F                    | CH-53E                    |
| ------------ | ---------------------------- | ------------------------ | ------------------------- | ------------------------- | ------------------------- |
| 画像         |                              |                          |                           |                           |                           |
| 全長         | 17.78 m                      | 19.76 m                  | 17.5 m                    | 30.1 m                    | 30.2 m                    |
| 全幅         | 14.88 m                      | 16.36 m                  | 25.54 m                   | 18.3 m                    | 24.1 m                    |
| 全高         | 4.5 m                        | 5.13 m                   | 6.73 m                    | 5.7 m                     | 8.46 m                    |
| 空虚重量     | 5,370 kg                     | 4,819 kg                 | 15,032 kg                 | 10,185 kg                 | 15,071 kg                 |
| 積載量       | 3,020 kg                     | 5,220 kg                 | 9,070 kg                  | 10,886 kg                 | 13,610 kg                 |
| 最大離陸重量 | 8,390 kg                     | 10,660 kg                | 27,400 kg                 | 22,680 kg                 | 33,300 kg                 |
| 乗員数       | - 乗員2 - 4名 - 乗客6 - 10名 | - 乗員2 - 4名 - 乗客11名 | - 乗員4名 - 乗客24 - 32名 | - 乗員3名 - 乗客33 – 55名 | - 乗員5名 - 乗客37 - 55名 |
| 動力         | T700-GE-401C×2               | T700-GE-701D×2           | T406/AE 1107C×2           | T55-GA-714A×2             | T64-GE-416/416A×3         |
| 出力         | 1,828 shp (1,360 kW)×2       | 2,000 hp (1,500 kW)×2    | 6,150 hp (4,590 kW)×2     | 4,733 hp (3,529 kW)×2     | 4,380 shp (3,270 kW)×3    |
| 最大速度     | 304 km/h                     | 295 km/h                 | 565 km/h                  | 315 km/h                  | 315 km/h                  |
| 巡航速度     | 293 km/h                     | 278 km/h                 | 446 km/h                  | 240 km/h                  | 278 km/h                  |
| 航続距離     | 648 km                       | 2,200 km                 | 3,590 km                  | 2,252 km                  | 1,833 km                  |

## MH-53E

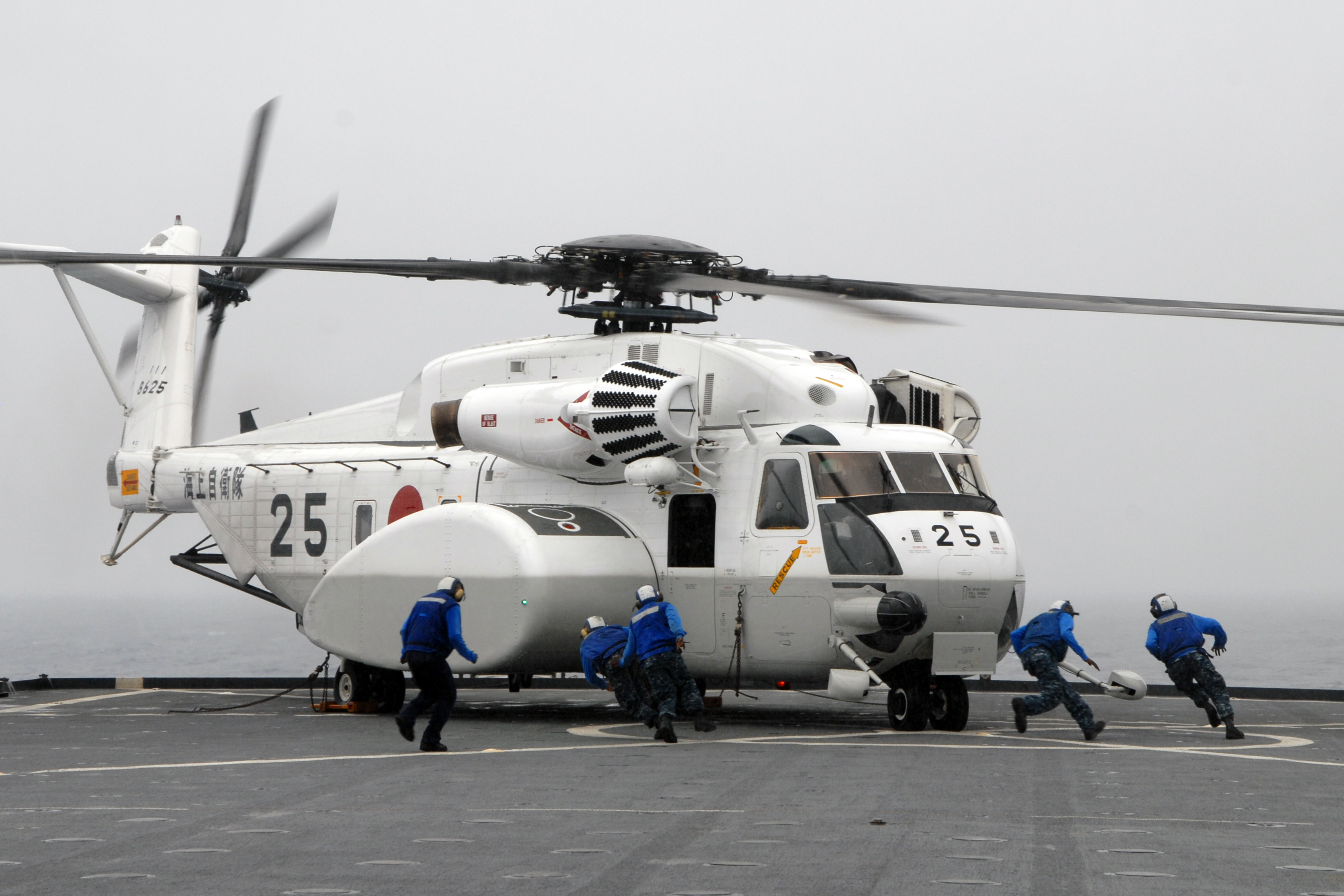
海上自衛隊のMH-53E

MH-53E シードラゴン（Sea Dragon）は、CH-53Eの機体にRH-53の機雷掃海用装置を組み合わせた派生機である。
機体両側に大型のスポンソンを取り付けられているのがCH-53Eとの大きな違いである。このスポンソンは燃料タンクであり、燃料搭載量は3倍近くに増加している。この結果、基地から30分進出した先で約4時間以上に渡って機雷掃海を実施することができる。
開発は1980年に開始され、翌年に試作機が初飛行している。

## 派生型
CH-53E
輸送型。
MH-53E シードラゴン
機雷掃海型。
CH-53K キングスタリオン
CH-53Eの近代化改修型。2015年に米国でロールアウトした最新モデル。最大積載量などの点から、現行では西側諸国製として最大のヘリコプター（回転翼機）といわれている。

## 運用国
アメリカ合衆国
- アメリカ海軍
- アメリカ海兵隊

 日本
- 海上自衛隊
FMSによって1989年（平成元年）からMH-53Eの取得を開始した後、第51航空隊で試験を行い、1990年（平成2年）3月30日、岩国基地所属の第111航空隊に配備された。1994年（平成6年）までの間に11機が取得されている。1995年（平成7年）、事故により1機が失われた。
耐用命数時間は6,000時間とされ、機首右には空中給油プローブに代わり、気象レーダーを取り付けている。
2009年（平成21年）3月以降、耐用命数時間に達した機から逐次除籍が開始され、2017年（平成29年）3月3日に最後の機体（8625号機・8631号機）が除籍され、運用が終了した。退役した機体の部品は同機を運用しかつ生産終了のため、部品の不足が見込まれていたアメリカに売却されている。
後継機はMCH-101である。

## 性能・主要諸元(MH-53E)

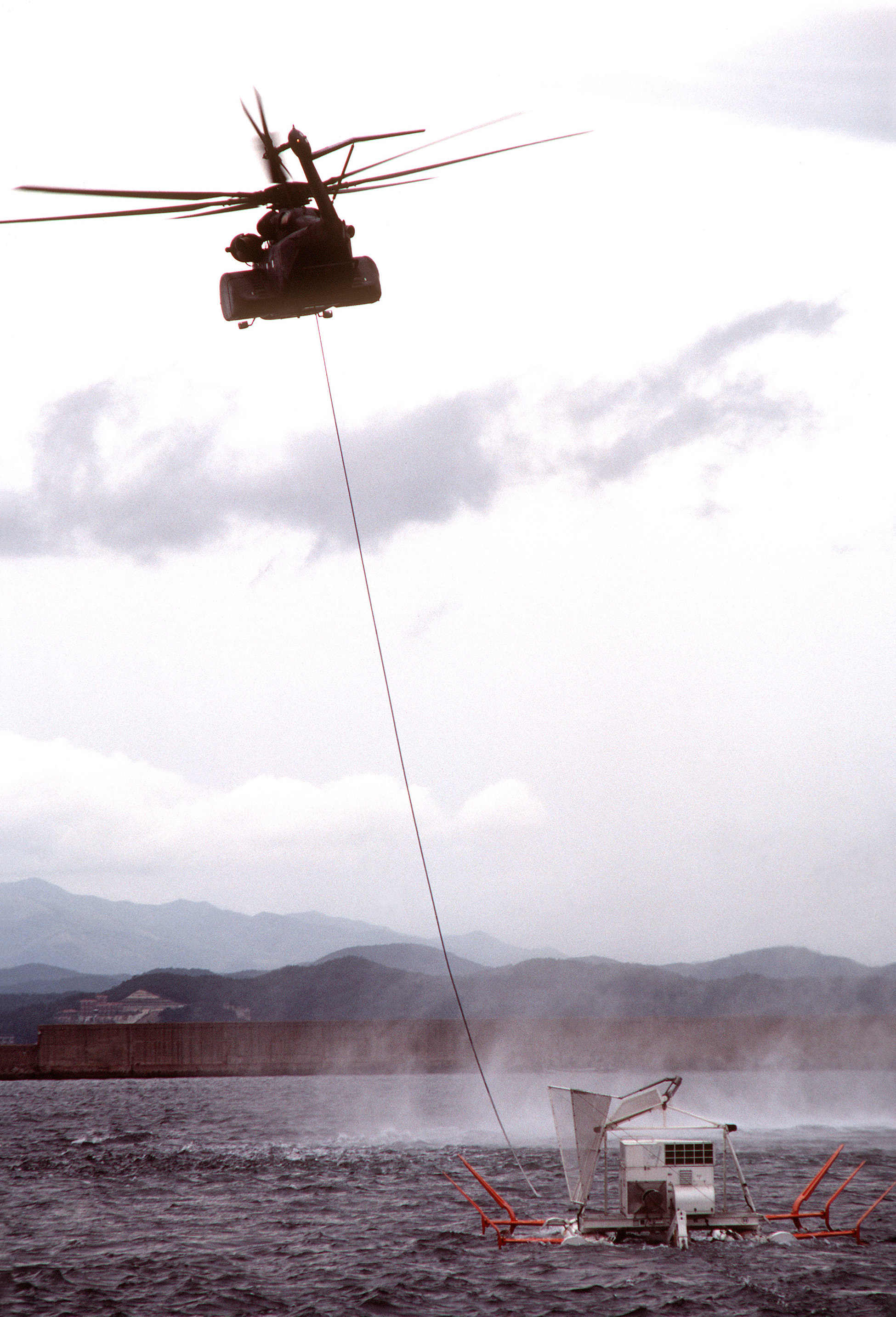
磁気掃海具MK-105を曳航するMH-53E

- 全長（胴体のみ）：30.19（22.35）m
- 高さ：8.46m
- 幅：8.41m
- 主回転翼直径：24.1m
- 発動機：3基（名称：T64-GE-416/419、出力：4,380SHP×3（パワータービン出力回転数14,280rpm時）
- 機体重量（自重/全備）：15.071t/33.339t
- 速度（巡航）：150KIAS=M0.23
- 上昇率（海面上）：664m/m
- 上昇限度（実用/限界）：5,640m/3,520m（地面効果付きホバリング限界）
- 航続距離：2,070km（空輸時）
- 乗員：3名

## 事故
- アメリカ海軍安全センター（Naval Safety Center）のまとめによると、1964年度から2010年度までの間で、最も重い「クラスA」区分の事故が年平均2.40件発生した[4]。
- 1995年6月6日、相模湾で掃海訓練中の海上自衛隊所属MH-53E（8626号機）が着水、炎上、水没し、搭乗員8名が死亡した[5]。
- 1999年4月19日午後9時45分頃、沖縄本島北部のアメリカ海兵隊北部訓練場に近い国頭村安波の沖合約1kmの太平洋上で、海兵隊普天間飛行場所属機が夜間洋上飛行訓練中に墜落[6]。乗員4人全員が死亡した[7][8]。
- 2006年2月17日、ジブチ沖のアデン湾内で、訓練中の2機が墜落、乗り組んでいた海兵隊員およびアメリカ空軍兵士のうち10人が死亡した[9]。
- 2013年4月16日、軍事境界線 (朝鮮半島)に近い大韓民国江原道鉄原郡の非武装地帯付近で、米韓合同軍事演習フォールイーグル（英語版）参加中の海兵隊普天間飛行場所属機が、着陸に失敗し炎上、乗員21人が負傷した[10][11]。
- 2015年9月2日、ノースカロライナ州のアメリカ海兵隊基地キャンプ・ルジューンで、宙づり訓練中に墜落し、乗員1人が死亡、11人が負傷した[12]。
- 2016年1月14日、ハワイ州オアフ島沖で、それぞれ6人が乗り組んだ第1海兵航空団所属機2機が訓練中に衝突墜落し、12人全員が死亡した[13][14]。
- 2017年10月11日午後5時過ぎ、訓練中の海兵隊所属機が海上を飛行中、エンジントラブルが発生し機内に煙が流入、3つのエンジンのうち1つを停止した状態で着陸場所を探し飛行継続していたが、北部訓練場の外側の沖縄県道70号国頭東線沿いに近い東村高江の民有の牧草地に緊急着陸し、炎上した。乗員7人は全員脱出し、負傷者はなかった[15][16][17]。この機体は、同年6月1日、訓練中に「コックピットに警告表示が出た」として久米島空港に緊急着陸していた[18]。
- 2017年12月13日午前10時頃、海兵隊普天間飛行場所属機操縦席左側の重さ約7.7㎏の窓が離陸後に外れ、約60人が体育の授業を受けていた宜野湾市立普天間第二小学校運動場に落下した[19]。

## 登場作品

### 映画
『トランスフォーマー/リベンジ』
ディセプティコンのメンバーである、グラインダーが変形する。

### アニメ・漫画
『オメガ7』
日本の超法規的特殊部隊「オメガ」の輸送用にCH-53Eが使用される。E型以前のCH-53も輸送用に度々登場している。
『最臭兵器』
対主人公装備に身を包んだNavy SEALs隊員を輸送する。
『戦海の剣シリーズ』
海上自衛隊のMH-53が登場。主に人員輸送に使用される。
『続・戦国自衛隊』
戦国時代にタイムスリップしたアメリカ海兵隊の装備を、同じくタイムスリップした自衛隊が奪取して使用する。
『第2次朝鮮戦争 ユギオII』
上記『オメガ7』と同じ作者の漫画。北朝鮮に派遣された日本の超法規的特殊部隊「オメガ」の移動にCH-53Eが使われる。

### ゲーム
『Wargame Red Dragon』
NATO陣営のアメリカ軍デッキで使用可能なヘリコプターとして登場する。
『CoD:MWII』
アメリカ海兵隊の所属としてTF141、海兵隊特殊作戦コマンドを輸送するがイラン革命防衛隊の携帯式地対空ミサイルによって撃墜される。キャンペーンでは撃墜された機体の中で戦闘を行う。またウォーゾーンでは操縦する事ができる。
『ロブロックス』
ロブロックスのWARTYCOONにてリバース回数3回で解放できるヘリ枠の中に登場する。